# 孙侨志
孙侨志 （英语：KELZIE，1991年12月8日—），中国音乐制作人、作曲人、作词人、歌手、DJ。
大学就读于伯克利音乐学院，期间被流行音乐教父张亚东挖掘，2014年，为李宇春同名专辑主打歌《1987我不知会遇见你》作曲。2015年5月4日，该曲入围第8届城市至尊音乐榜年度听众最爱单曲奖。2020年6月，与李宇春再度合作，为芒果TV综艺节目《乘风破浪的姐姐》第一季创作主题曲《无价之姐》，该曲获得第二届腾讯音乐娱乐盛典年度十大金曲奖。2021年签约Sony Music Publishing。
2022年，首次担任制作人兼词曲创作，由CoCo李玟演唱的歌曲《PLAYBOY》于11月25日空降发行。
2023年2月14日，为CoCo李玟量身打造的歌曲《TRAGIC》历经超过半年的制作期，终于情人节这天上线，华纳音乐发行。亲自设计拍摄和剪辑《TRAGIC》的封面及视频预告。
亲自操刀作曲，制作及监制，由CoCo李玟献唱的腾讯视频《斗罗大陆双神战双神》动画主题曲《战歌》，于2023年5月20日发行。

## 作品列表
- 李宇春 - 1987我不知会遇见你 （曲）
- 李宇春 - 无价之姐 （曲）
- CoCo李玟 - PLAYBOY （词、曲、监）
- CoCo李玟 - PLAYBOY CoCo Club Remix（词、曲、编）
- CoCo李玟 - TRAGIC （词、曲、监）
- CoCo李玟 - 战歌 （曲、编、监）